# 石山観音

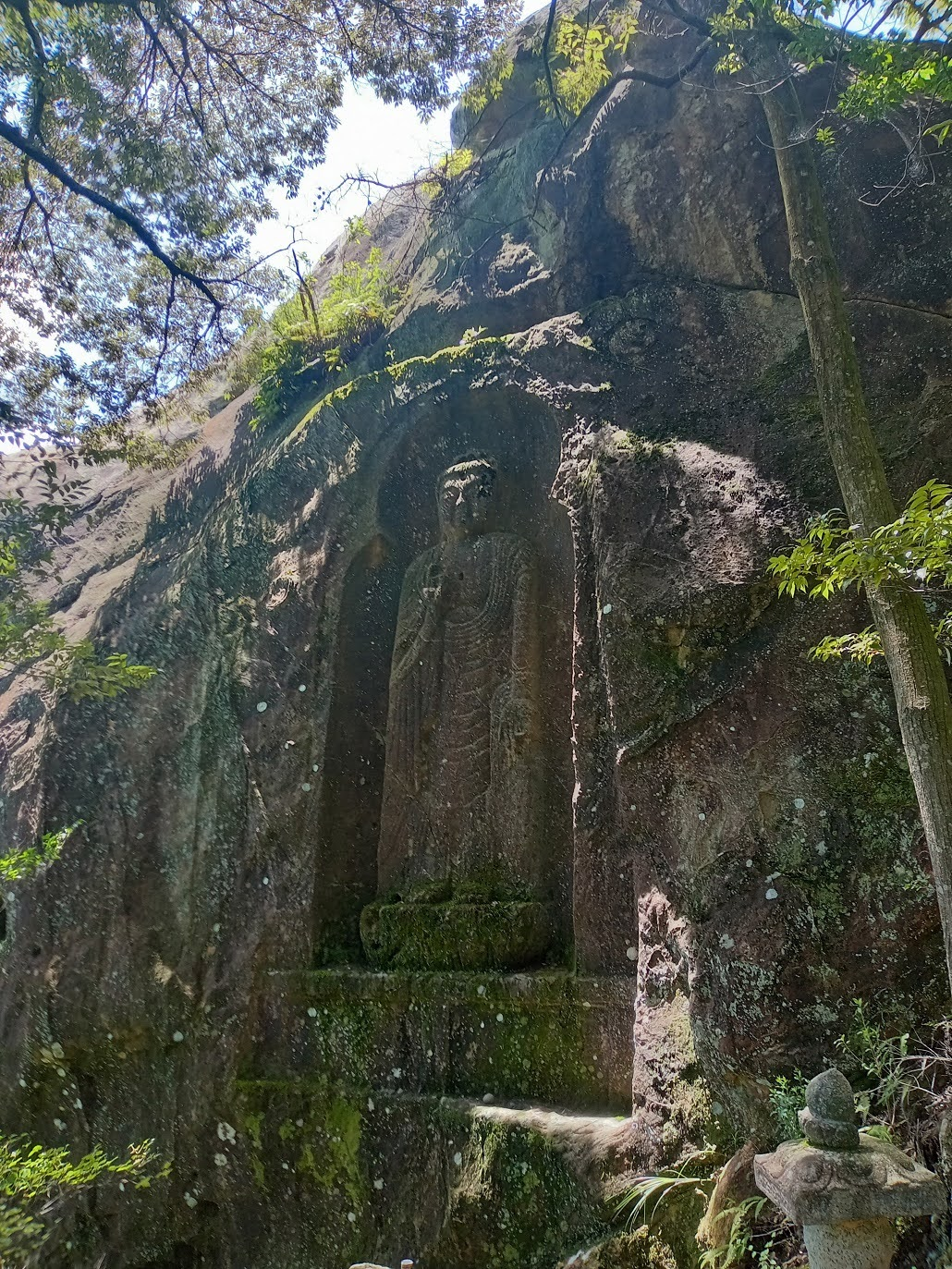
石造阿弥陀如来立像(三重県指定文化財)

石山観音（いしやまかんのん）は、三重県津市にある石山観音公園内にある石仏・日本を代表する磨崖仏群でもある。

## 概要
石山観音公園は一つの巨大な岩からなっており、その岩に約40余りの磨崖仏が彫られている。石山観音の名のとおり、掘られている石仏は観音像が多い。その中でも聖観音（しょうかんのん）菩薩立像、地蔵菩薩立像、阿弥陀如来立像は三重県指定有形文化財に指定されている。石山観音の由緒は不明な点が多いが、作風から室町時代以降の制作と考えられている。

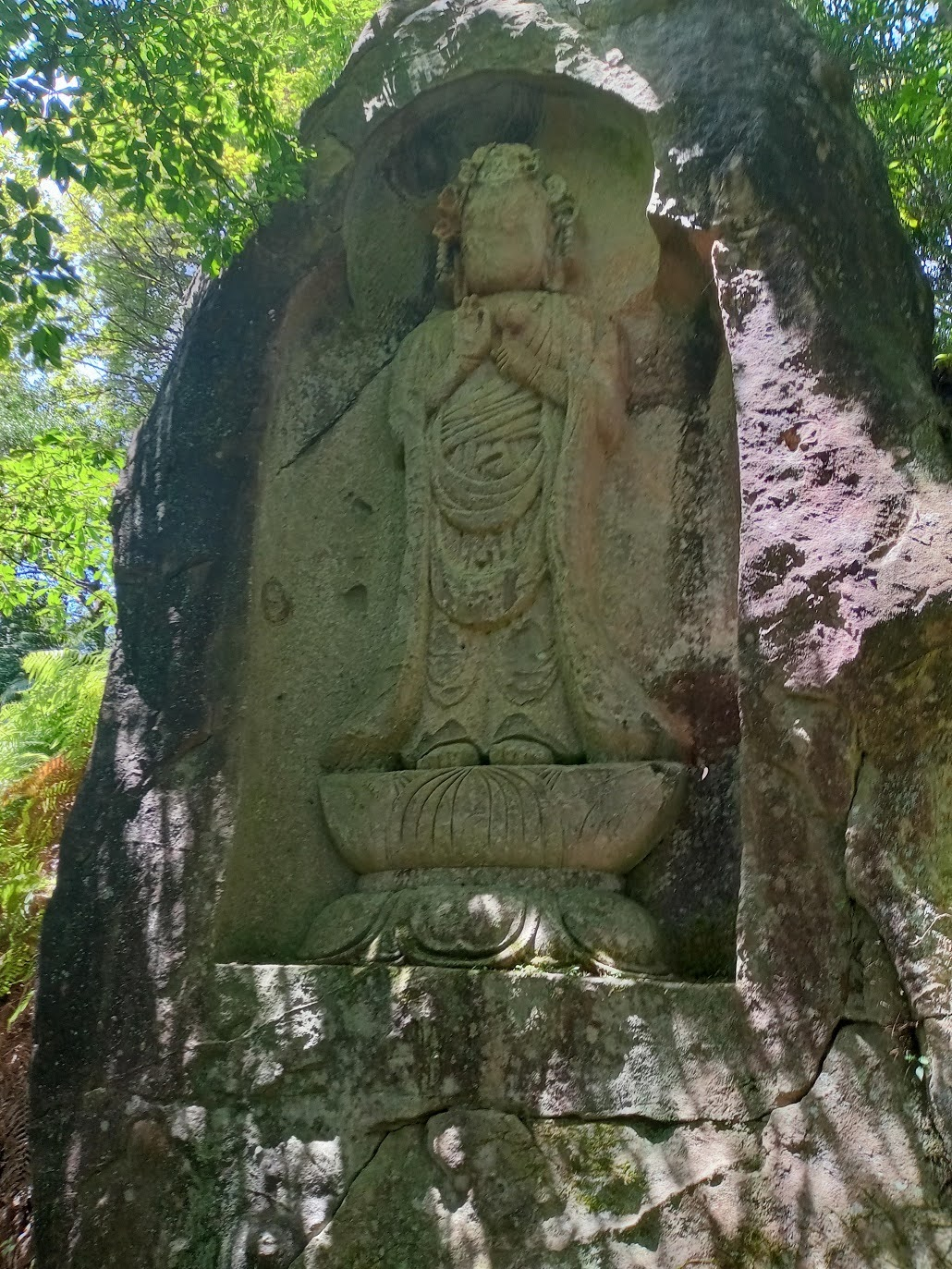
石造聖観音立像(三重県指定文化財)

## 所在地

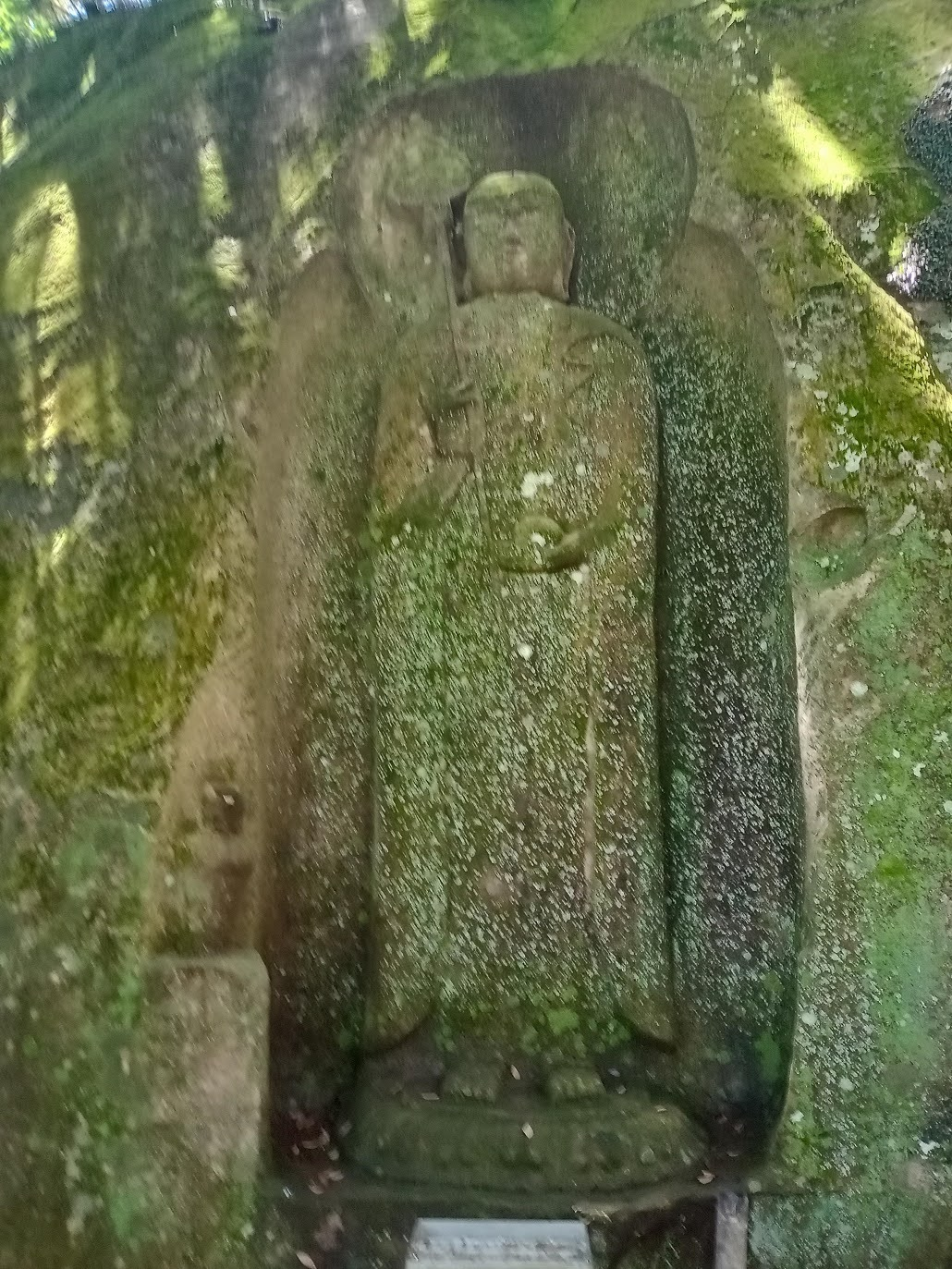
石造地蔵菩薩立像(三重県指定文化財)

- 三重県津市芸濃町楠原字石山2308番地